# Grzegorz Piotr XV Agadżanian
Grzegorz Piotr XV Agadżanian (ur. 18 września 1895 w Achalciche, zm. 16 maja 1971 w Rzymie) – duchowny ormiańskokatolicki, kardynał, Patriarcha Kościoła katolickiego obrządku ormiańskiego (z tytułem patriarchy Cylicji w Libanie), prefekt Kongregacji ds. Ewangelizacji Narodów.

## Życiorys
Studiował w seminarium duchownym w Tbilisi i na Papieskim Urbaniańskim Ateneum „De Propaganda Fide” (obecnie Papieski Uniwersytet Urbaniana). Święcenia kapłańskie otrzymał 23 grudnia 1917 roku w Rzymie. Po powrocie do kraju zajął się pracą duszpasterską w swojej rodzinnej diecezji. W 1921 roku został wicerektorem Papieskiego Kolegium Ormiańskiego w Rzymie, a w 1932 roku jego rektorem. 11 lipca 1935 roku mianowany biskupem tytularnym Comana di Armenia, a sakrę biskupią przyjął 21 lipca 1935 roku w ormiańskokatolickim kościele pw. św. Mikołaja z Tolentino w Rzymie. Synod Kościoła katolickiego obrządku ormiańskiego wybrał go 30 listopada 1937 roku patriarchą tego Kościoła, zaś Pius XI zatwierdził jego wybór 13 grudnia 1937 roku. Na konsystorzu 18 lutego 1946 roku Pius XII wyniósł go do godności kardynalskiej i przydzielił mu rzymski kościół tytularny San Bartolomeo all’Isola. 18 czerwca 1958 roku został proprefektem Kongregacji ds. Ewangelizacji Narodów, a 18 lipca 1960 jej prefektem. 25 sierpnia 1962 roku zrezygnował z urzędu patriarchy. Uczestnik dwóch konklawe w 1958 roku i 1963 roku. 19 października 1970 roku po osiągnięciu wieku emerytalnego przeszedł na emeryturę. Zmarł w Rzymie. Pochowano go w ormiańskim kościele św. Mikołaja z Tolentino w Rzymie. 
W kwietniu 2020 r. rozpoczął się w Rzymie jego proces beatyfikacyjny.
Jego wieloletnim współpracownikiem i sekretarzem był polski Ormianin, ks. Grzegorz Petrowicz.

## Odznaczenia
- Kawaler Krzyża Wielkiego Orderu Zasługi Republiki Włoskiej – 1963, Włochy[2]